# Chapelco - Aviador Carlos Campos Airport
Chapelco - Aviador Carlos Campos Airport (franska: Aéroport de Chapelco) är en flygplats i Argentina.   Den ligger i provinsen Neuquén, i den sydvästra delen av landet, 1 300 km sydväst om huvudstaden Buenos Aires. Chapelco - Aviador Carlos Campos Airport ligger 783 meter över havet.
Terrängen runt Chapelco - Aviador Carlos Campos Airport är huvudsakligen kuperad, men den allra närmaste omgivningen är platt. Chapelco - Aviador Carlos Campos Airport ligger nere i en dal. Runt Chapelco - Aviador Carlos Campos Airport är det mycket glesbefolkat, med 6 invånare per kvadratkilometer.. Närmaste större samhälle är Junín de los Andes, 15,0 km norr om Chapelco - Aviador Carlos Campos Airport. 
Omgivningarna runt Chapelco - Aviador Carlos Campos Airport är i huvudsak ett öppet busklandskap.